# Time and a Word
Time and a Word är progrockgruppen Yes andra studioalbum och gavs ut i juni 1970. Det var det sista albumet med originaluppsättningen då gitarristen Peter Banks sparkades ur bandet efter inspelningarna och ersattes av Steve Howe.
Albumet nådde 45:e plats på den brittiska albumlistan.

## Låtlista
Sida ett
1. "No Opportunity Necessary, No Experience Needed" (Richie Havens) - 4:48
2. "Then" (Jon Anderson) - 5:46
3. "Everydays" (Stephen Stills) - 6:08
4. "Sweet Dreams" (Jon Anderson/David Foster) - 3:50

Sida två
1. "The Prophet" (Jon Anderson/Chris Squire) - 6:34
2. "Clear Days" (Jon Anderson) - 2:06
3. "Astral Traveller" (Jon Anderson) - 5:53
4. "Time and a Word" (Jon Anderson/David Foster) - 4:32

## Medverkande
- Jon Anderson - Sång och slagverk
- Chris Squire - Bas och sång
- Peter Banks - Elektrisk- och akustisk gitarr
- Tony Kaye - Piano, orgel och moog
- Bill Bruford - Trummor och slagverk